# Tandonella cubensis
Tandonella cubensis är en svampart som beskrevs av R.F. Castañeda & W.B. Kendr. 1990. Tandonella cubensis ingår i släktet Tandonella och familjen Mycosphaerellaceae.   Inga underarter finns listade i Catalogue of Life.